# John Pople
Sir John Anthony Pople KBE FRS (Burnham-on-Sea, 1925. október 31. –‎ Chicago, 2004. március 15.) brit elméleti kémikus volt, akit Walter Kohnnal közösen 1998-ban kémiai Nobel-díjjal tüntettek ki a kvantumkémia számítógépes módszereinek kidolgozásáért.

## Fiatalkora és iskolái
Pople a Somerset megyei Burnham-on-Sea-ben született, és a Bristol gimnáziumba járt. 1943-ban ösztöndíjat nyert a cambridge-i Trinity College-ba. 1946-ban bölcsészdiplomát szerzett. 1945 és 1947 között a Bristol Aeroplane Company-nál dolgozott. Ezután visszatért a Cambridge-i Egyetemre, és 1951-ben matematikából doktorált, magányos elektronpárok témakörében.

## Pályafutása
PhD fokozatának megszerzése után kutatóként dolgozott a cambridge-i Trinity College-ban, majd 1954-től a cambridge-i matematika tanszék előadója volt. 1958-ban a London közeli National Physical Laboratory-ba (NPL)került, ahol az új alapfizikai tanszék vezetője lett. 1964-ben az Amerikai Egyesült Államokba költözött, ahol élete végéig élt, bár megtartotta brit állampolgárságát. Pople inkább matematikusnak, mint vegyésznek tartotta magát, de az elméleti vegyészek őt tartják számon a legfontosabbak között. 1964-ben a pennsylvaniai Pittsburghben található Carnegie Mellon Egyetemre költözött, ahol 1961 és 1962 között a szabadságát töltötte. 1993-ban az illinoisi Evanstonban található Northwestern Egyetemre költözött, ahol haláláig a kémia tanszék kuratóriumi professzora volt.

## Kutatás
Főbb tudományos eredményei négy különböző területen voltak:

### A víz statisztikai mechanikája
Michael J. Frisch szerint Pople korai tanulmánya a víz statisztikai mechanikájáról „sok éven át a mércének számított”. Ez volt a doktori disszertációjának témája Cambridge-ben, John Lennard-Jones témavezetésével.

### Nukleáris mágneses rezonancia
A mágneses magrezonancia (NMR) korai napjaiban tanulmányozta az alapjául szolgáló elméletet, és 1959-ben W.G. Schneiderrel és H.J. Bernsteinnel közösen megírta a High Resolution Nuclear Magnetic Resonance (Nagy felbontású nukleáris mágneses rezonancia) című tankönyvet.

### Félempirikus elmélet
Jelentős mértékben hozzájárult a közelítő molekulapályák számításának elméletéhez, kezdve egy olyan elmélettel, amely megegyezett a Rudolph Pariser és Robert G. Parr által a pi-elektronrendszereken kidolgozott módszerrel, és amelyet ma Pariser–Parr–Pople módszernek neveznek. Ezt követően kidolgozta a Teljes differenciális átfedés elhanyagolása (CNDO) (1965-ben) és a Differenciális átfedés közbenső elhanyagolása (INDO) módszereket háromdimenziós molekulák közelítő MO-számításához, valamint egyéb fejlesztéseket a számítógépes kémiában. 1970-ben David Beveridge-dzsel közösen írták az Approximate Molecular Orbital Theory című könyvet, amely ezeket a módszereket ismerteti.

### Ab initio[a]elektronszerkezet-elmélet
Pople úttörő szerepet játszott a kifinomultabb számítási módszerek, az úgynevezett ab initio kvantumkémiai módszerek fejlesztésében, amelyek Slater-típusú vagy Gauss-pályák báziskészleteit használják a hullámfüggvény modellezésére. Míg a kezdeti időkben ezek a számítások rendkívül drágák voltak, a nagysebességű mikroprocesszorok megjelenése ma már sokkal megvalósíthatóbbá tette őket. Kulcsszerepet játszott az egyik legszélesebb körben használt számítógépes kémiai csomag, a Gaussian programcsomag fejlesztésében, beleértve az első verzió, a Gaussian 70 társszerzőségét is. Egyik legfontosabb eredeti hozzájárulása a modellkémia koncepciója, amelyben egy módszert szigorúan kiértékelnek számos molekula esetében. Kutatócsoportja olyan kvantumkémiai összetett módszereket fejlesztett ki, mint a Gaussian-1 (G1) és a Gaussian-2 (G2). 1991-ben Pople abbahagyta a Gaussianon végzett munkát, és néhány évvel később (másokkal együtt) kifejlesztette a Q-Chem számítógépes kémiai programot. Pople professzor távozása a Gaussian módszertantól, valamint számos kiemelkedő tudós, köztük saját maga eltiltása a szoftver használatától jelentős vitákat váltott ki a kvantumkémiai közösségben.
A Gauss-féle molekulapálya-módszereket Warren Hehre, Leo Radom, Paul v.R. Schleyer és Pople az 1986-os Ab initio molecular orbital theory című könyvben írták le.
1. ↑  Az Ab initio egy latin kifejezés, jelentése „kezdettől fogva”.

## Díjak és kitüntetések
Pople 1992-ben Wolf-díjat, 1998-ban pedig kémiai Nobel-díjat kapott. 1961-ben a Royal Society (FRS) tagjává választották. 2003-ban a Brit Birodalom Rendjének Lovagparancsnokává (KBE) nevezték ki. Alapító tagja volt a Kvantummolekuláris Tudományok Nemzetközi Akadémiájának (IAQMS).
Egy informatikai termet és egy ösztöndíjat neveztek el róla a Bristol Gimnáziumban, akárcsak egy szuperszámítógépet a pittsburghi Szuperszámítógépes Központban (PSC).

## Magánélete
Pople 1952-ben feleségül vette Joy Bowers-t, és házasok voltak annak 2002-ben rákban bekövetkezett haláláig. Pople 2004-ben halt meg Chicagóban májrákban. Lánya, Hilary, valamint fiai, Adrian, Mark és Andrew gyászolták. Kívánságának megfelelően Pople Nobel-érmét családja 2009. október 5-én a Carnegie Mellon Egyetemnek adományozta.

## Fordítás
- Ez a szócikk részben vagy egészben  a   John Pople című angol Wikipédia-szócikk ezen változatának fordításán alapul.  Az eredeti cikk szerkesztőit annak laptörténete sorolja fel. Ez a jelzés csupán a megfogalmazás eredetét és a szerzői jogokat jelzi, nem szolgál a cikkben szereplő információk forrásmegjelöléseként.